# Hossain Faraki
Hossain Faraki (persan : حسین فرکی), né le 22 mars 1957 à Téhéran en Iran, est un footballeur international iranien, qui évoluait au poste d'attaquant, avant de devenir ensuite entraîneur.

## Biographie

### Carrière de joueur

#### Carrière en club
Avec le club du PAS Téhéran, il remporte deux championnats d'Iran. Il est meilleur buteur de ce championnat lors de la saison 1978-1979.

#### Carrière en équipe nationale
Avec l'équipe d'Iran, il reçoit 23 sélections et inscrit 10 buts entre 1977 et 1980.
Il figure dans le groupe des sélectionnés lors de la Coupe du monde de 1978. Lors du mondial organisé en Argentine, il joue trois matchs : contre les Pays-Bas, l'Écosse, et le Pérou.

### Carrière d'entraîneur
Officiant brièvement comme sélectionneur en chef de l'équipe d'Iran, il dirige à cet effet un match rentrant dans le cadre des éliminatoires du mondial 2006.

## Palmarès

### Palmarès de joueur
PAS Téhéran
- Championnat d'Iran (3) :
  - Champion : 1976-77, 1977-78 et 1991-92.
  - Meilleur buteur : 1978-79 (7 buts).

### Palmarès d'entraîneur
| Sanati Kaveh - Championnat d'Iran D2 (1) : - Champion : 2008-09. |  | Foolad Ahvaz - Championnat d'Iran (1) : - Champion : 2013-14. |  | Sepahan Ispahan - Championnat d'Iran (1) : - Champion : 2014-15. |